# Бухало Андрій Володимирович
Андрі́й Володи́мирович Бухало (позивний — Ворскла; 23 лютого 1981, с. Остап'є, Полтавська область — 18 серпня 2022) — український підприємець, військовослужбовець, сержант Збройних сил України, учасник російсько-української війни.

## Життєпис
Андрій Бухало народився 23 лютого 1981 року в с. Остап'є, нині Решетилівської громади Полтавського району Полтавської области України.
2000 року закінчив Полтавський електрорадіотехнічний ліцей.
Учасник бойових дій на сході України з 2014 року у складі батальйону «Айдар», згодом звільнився зі служби. Створив станцію техобслуговування.
У 2020 році балотувався до Решетилівської міської ради від партії «Свобода».
З початком повномасштабного російського вторгнення в Україну знову на фронті. Служив у ТрО, а потім перевівся до 30-ї окремої механізованої бригади імені князя Костянтина Острозького. Загинув 18 серпня 2022 року внаслідок обстрілу поблизу села Мазанівка Донецької області.
Залишилася дружина та син.

## Нагороди
- Орден «За мужність» ІІІ ступеня (20 січня 2023 року)[6]
- Медаль «За військову службу Україні» (17 травня 2019) — за значні особисті заслуги у захисті державного суверенітету та територіальної цілісності України, громадянську мужність, самовідданість у відстоюванні конституційних засад демократії, прав і свобод людини, вагомий внесок у культурно-освітній розвиток держави, активну волонтерську діяльність[7];
- нагрудний знак Командувача об'єднаних сил Збройних Сил України «За службу та звитягу» ІІІ ступеня (12 липня 2022).

## Військові звання
- сержант;
- молодший сержант.